# Franco de Glaris
El franco fue la moneda del cantón suizo de Glaris entre 1798 y 1850. Se subdividía en 100 Rappen.

## Historia
El franco suizo era la moneda de la República Helvética desde 1798. Pero este país paralizó la acuñación de su moneda en 1803. En esa situación, este cantón comenzó a acuñar sus propias monedas entre 1806 y 1814. En 1850, el franco suizo fue reintroducido, a una tasa de cambio de 1 ½ de francos suizos = 1 Franco de Glaris.

## Monedas
Se acuñaron entre 1806 y 1814 monedas de 1 y 3 chelines (cada celín equivalía a 3 Rappen) en vellón, y también se acuñó en plata monedas de 15 chelines. Todas las monedas poseían su denominación en "Rappen" también.